# کرت‌آباد
کَرت‌آباد روستایی است از توابع شهرستان بروجرد در استان لرستان. این روستا در دهستان همت‌آباد در بخش مرکزی این شهرستان قرار دارد. روستای کرت اباد بخشی از ولات نظامی میباشد.

## جمعیت
بنابر سرشماری مرکز آمار ایران، جمعیت کرت آباد در سال ۱۳۹۵ برابر با ۳۴۰ نفر بوده‌است که از این میان ۱۵۰ نفر مرد و بقیه زن بوده‌اند. این روستا ۵۴ خانوار دارد.